# Villafranca (Francia)
Villafranca (o Villafranca Marittima; in francese Villefranche-sur-Mer; in dialetto nizzardo Villafranca de Mar) è un comune francese di 5.064 abitanti situato nel dipartimento delle Alpi Marittime della regione della Provenza-Alpi-Costa Azzurra.

## Geografia fisica

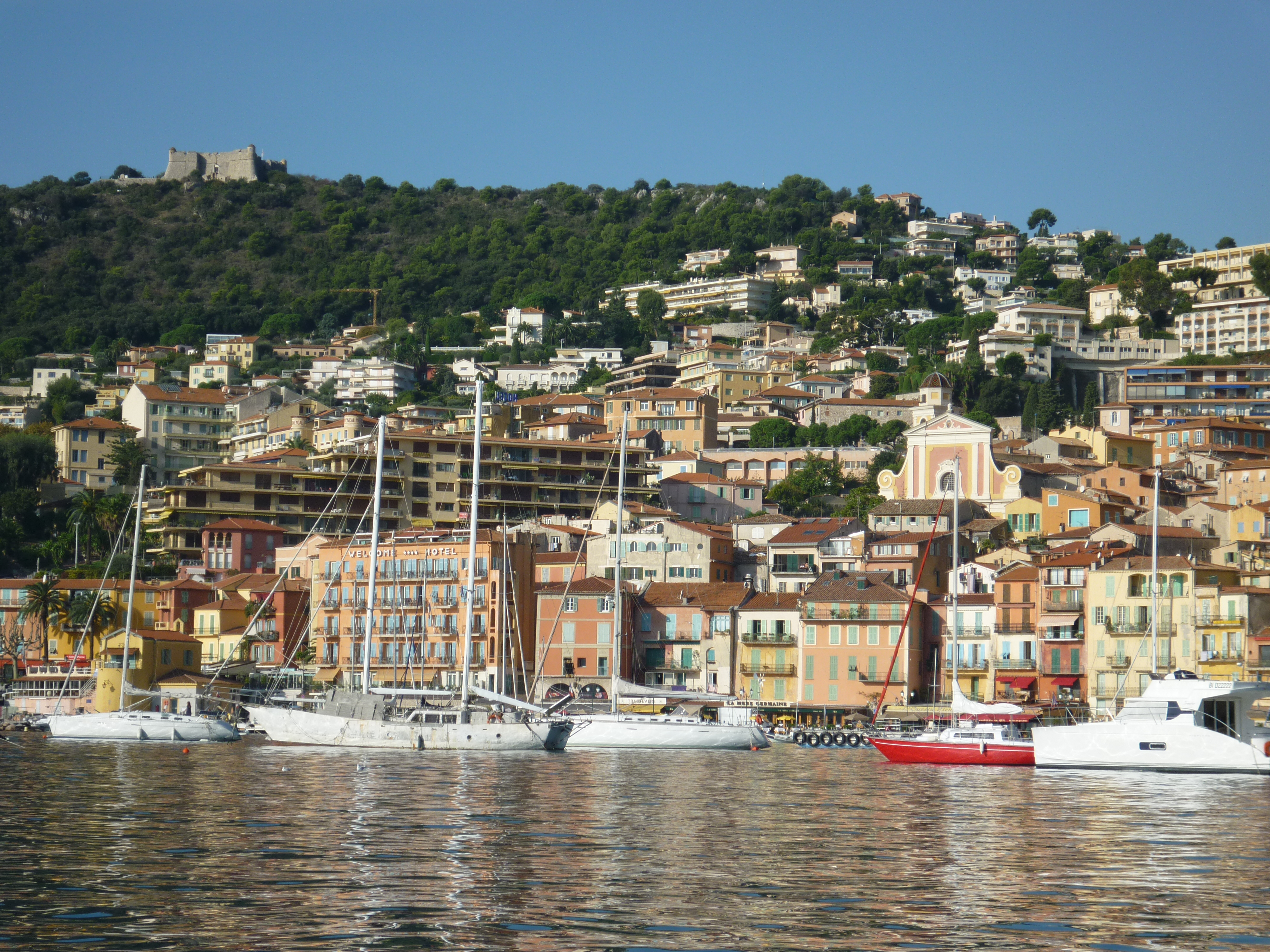
Veduta sulla città dalla rada

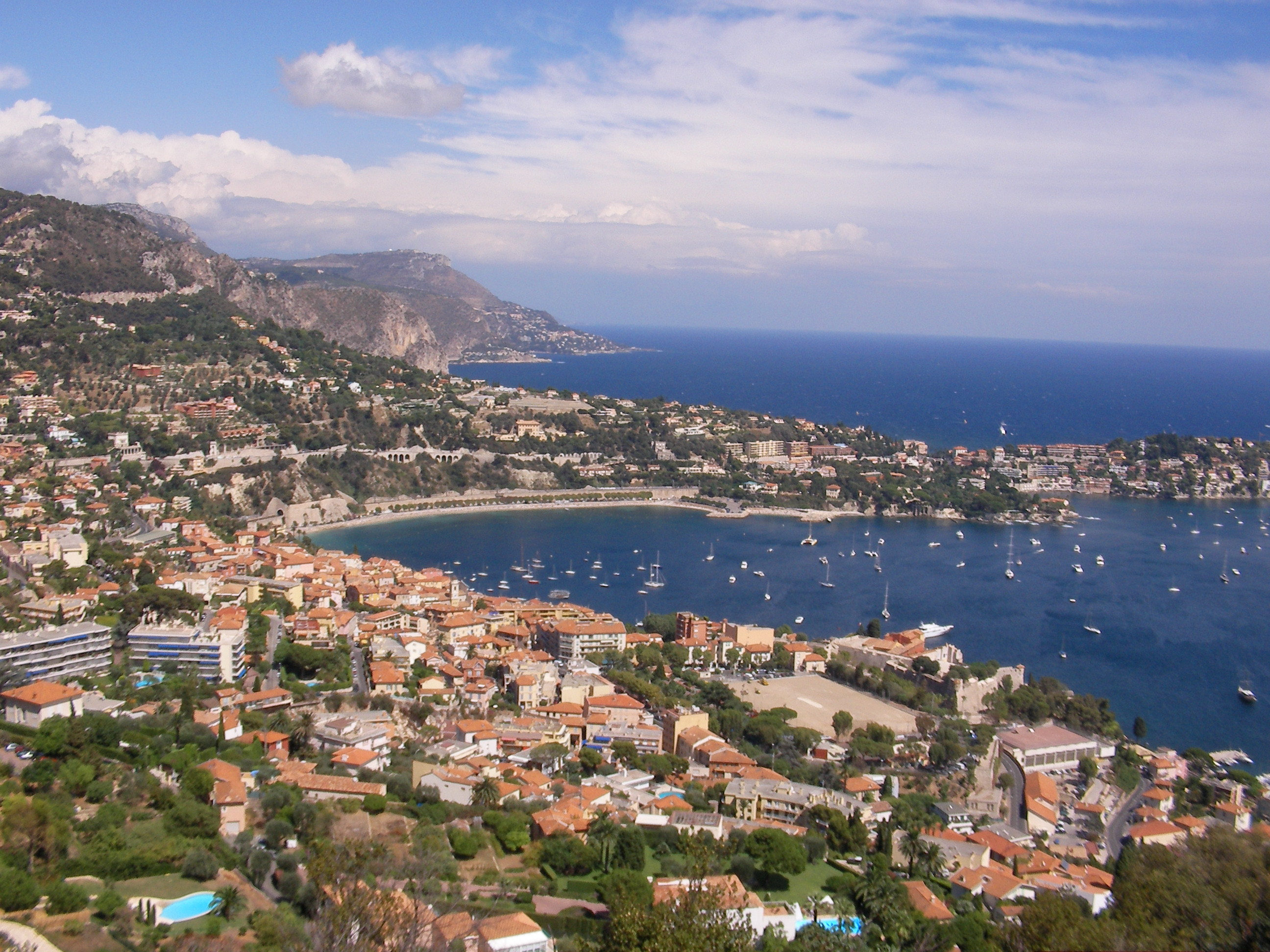
Ampia veduta generale della rada di Villafranca

Villafranca è situata sulla Costa Azzurra, tra Nizza e Monaco, in riva al Mar Mediterraneo.
Separata da Nizza, cui è limitrofa, dal "Mont Boron" (Monte Borone), dal "Mont Alban" (Mont'Albano) e dal "Mont Vinaigrier" (letteralmente Monte dell'Acetaiuolo) nel Parco del "Vinaigrier" (Parc du Vinagrier) ed è distante intorno ai 10 Km da Monaco, la città si dispiega a gradini sui fianchi della rada di Villafranca, uno dei porti naturali più profondi del Mediterraneo occidentale.
La rada offre un ancoraggio sicuro al riparo dai venti dell'est ed accoglie numerose imbarcazioni o navigli di crocieristi.
Con una profondità media di 17 metri, essa attinge fino ai 95 m alla sua entrata e si prolunga al largo a circa un miglio marino per la gola sottomarina di Villafranca, un abisso di più di 500 m al largo della baia degli Angeli (baie des Anges).
I limiti del comune s'estendono alle colline vicine passando dal livello del mare ai 577 metri del Monte Leuze, il suo punto culminante, riflettendo così il rilievo terrestre i fondali sottomarini.
La superficie del comune è di 488 ettari, cioè di 4,8 km² e la sua altitudine varia fra 0 e 575 metri.

## Origini del nome
Il toponimo del comune era Villa Franca nel Medioevo, nella Contea di Provenza, dal latino città libera, perché esente dalle tasse; Villafranca nel Contado di Nizza prima nella Contea di Savoia e poi nel Ducato di Savoia, in italiano; ed infine Villafranca Marittima sotto la Restaurazione Savoiarda, dopo il Congresso di Vienna, dal 1814 al 1860, ed è detta Villafranca de Mar ancor oggi in dialetto nizzardo.
Con decreto del 10 marzo 1988, pubblicato sulla gazzetta ufficiale della Repubblica francese (Journal officiel de la République française) del 17 marzo 1988, con effetto dal 18 marzo 1988, Villefranche diviene Villefranche-sur-Mer.

## Storia
La rada di Villafranca è frequentata fin dall'Antichità dai marinai greci e romani, i quali ultimi se ne servono come fonda d'ancoraggio e le danno il nome d’Olivula Portus. 
Il territorio ha fatto da sempre parte della Liguria sotto l'Impero Romano, nel Regno longobardo e nel Regnum Italiae formatosi con Carlo Magno.
Il borgo è però vittima di ripetute incursioni saracene, e gli abitanti sono costretti a lasciare il bordo del mare e a rifugiarsi sulle alture fondandovi un altro villaggio, Montolivo.

### Fondazione di Villa Franca
Fra il XIII e XIV secolo fu sotto il dominio dei conti di Provenza pur conservano una certa autonomia. Nel 1295, Carlo II d'Angiò, re di Napoli e Conte di Provenza, comprende l'importanza strategica del sito geografico, situato alle frontiere del suo territorio, e al fine d'incoraggiare gli abitanti a ritornare a popolare la riva del mare, concede loro una franchigia fiscale, e il villaggio, da cui il nome di Villa Franca.

### Il Medioevo
Daniele Marchesani fu un famiglio di Roberto d'Angiò, re di Napoli con il nome di Roberto I e Conte di Provenza, conobbe un'ascensione rapida, poiché da semplice notaio immigrato a Nizza alla fine del XIII secolo, divenne cosignore di Turbia dal 1329 al 1331, poi signore di Coarazza e castellano a vita di Villafranca.
Raimondo Marchesani succedette a suo padre come "castellano" di Villafranca e suo fratello, Luigi, ereditò la signoria di Coaraze.
Il 14 settembre 1346, egli acquistò tutto quanto il damigello Bonifacio Chabaudi, signore di Roccabruna possedeva nei territori di Roccabruna, Palayson e Villepey.

### Il porto di Casa Savoia

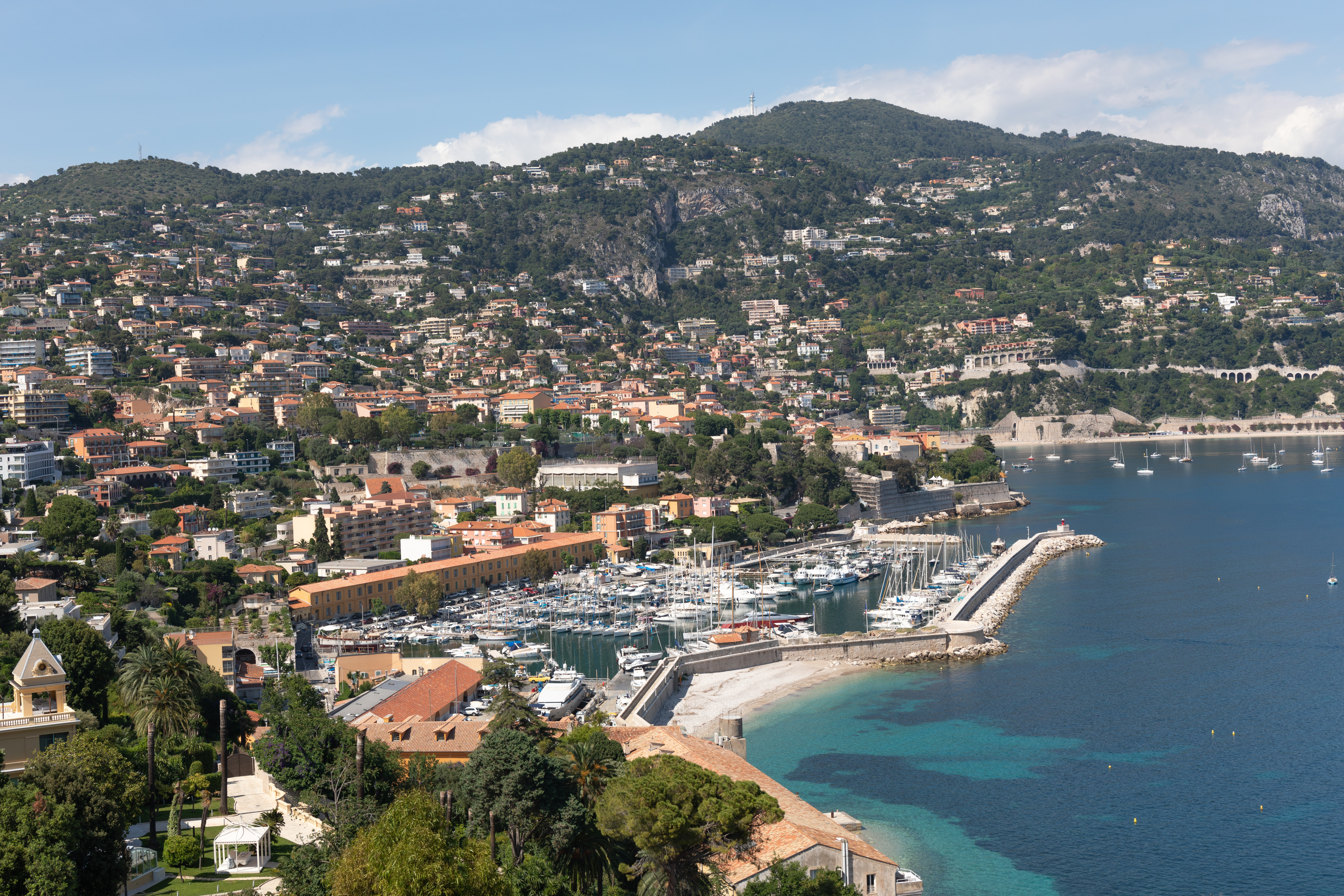
Il porto della darsena

In occasione della dedizione del Contado di Nizza al Duca di Savoia, nel 1388, anche Villafranca passa al Ducato di Savoia.
La cittadina diviene così l'unico sbocco marittimo degli Stati di Savoia, traendo così le sue rendite da tutti i "navigli mercantili" che approdano al porto ("diritto di Villafranca").
Villafranca costituì la più importante base navale del Ducato di Savoia e di qui partirono le navi dei Savoia che, sotto il comando dell'ammiraglio Andrea Provana, presero parte nel 1571 alla battaglia di Lepanto contro l'espansione dell'Impero ottomano; questo spiega perché a Nizza vi sia stranamente una "rue Lépante" (via Lepanto), in palese contrasto con il fatto che il regno di Francia, prima del 1860, non abbia mai partecipato, con gli altri stati cristiani, ad azioni militari anti-ottomane.
A seguito dell'occupazione militare, nel 1543, della rada da parte della flotta franco-turca comandata dal Barbarossa, detto in ambiente italico Ariadeno Barbarossa, il duca Emanuele Filiberto di Savoia (1528-1580) ordina la sua fortificazione. Sono così costruiti il Forte del Monte Albano (Fort du Mont Alban) e la cittadella di Sant'Elmo (Citadelle Saint-Elme); quest'ultima sarà portata a termine nel 1557, mentre una prima darsena per la flotta da guerra è costruita nel Porto della Darsena.
I soldati francesi occuparono Villafranca nel 1705 e di nuovo nel 1744, a seguito della battaglia di Villafranca, quando il principe Luigi Francesco di Borbone-Conti, respinto dai sabaudi il 20 luglio, poté occupare la città il giorno successivo poiché i difensori, a causa delle gravi perdite, avevano nottetempo abbandonato la città imbarcandosi su navi inglesi.
Nel corso del XVIII secolo, la cittadina perde della sua importanza marittima e portuale con la costruzione del porto "Lympia" di Nizza.
Nel 1793, le truppe francesi rivoluzionarie invadono di nuovo la Contea di Nizza e Villafranca passa sotto amministrazione francese fino al 1814, che vedrà il ritorno al suo statuto particolare sotto dedizione e protezione del Duca di Savoia e più tardi anche Re di Sardegna e Piemonte.
Nel 1856, il re di Sardegna e Duca di Savoia dà in affitto il lazzaretto di Villafranca alla Marina imperiale russa che farà del porto una base navale di primo piano per i suoi navigli nel Mediterraneo, specificamente l'anno seguente 1857, con il rifornimento a carbone dei battelli, e l'arrivo dei Russi provocherà la costruzione d'infrastrutture importanti da parte di Vittorio Emanuele II, re di Piemonte e Sardegna, in particolare la strada della rada.

### Signoria di Villafranca

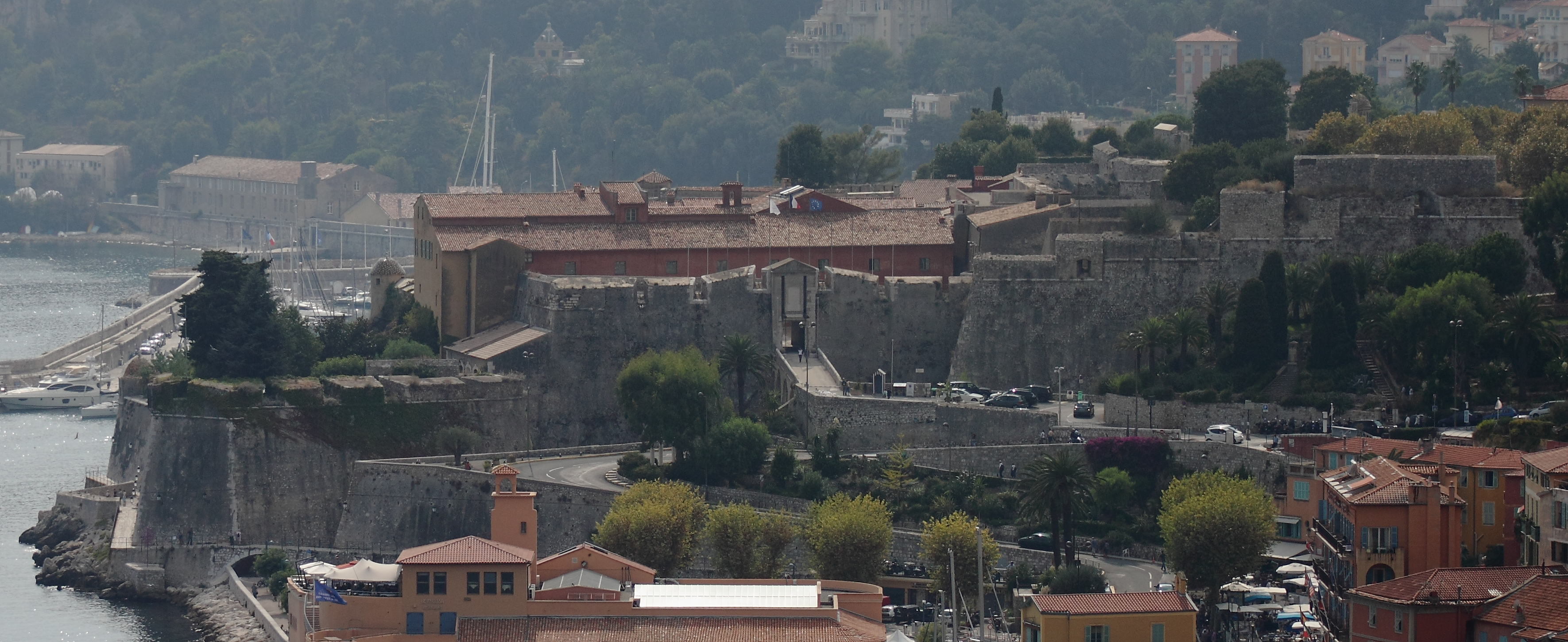
La Cittadella di Sant'Elmo di Villafranca del XVI secolo

Nel XVIII secolo, la signoria di Villafranca fu attribuita ai Germano, con erezione in contea nel 1700, agli Auda nel 1743 e poi ai Dani nel 1743.

### Annessione alla Francia

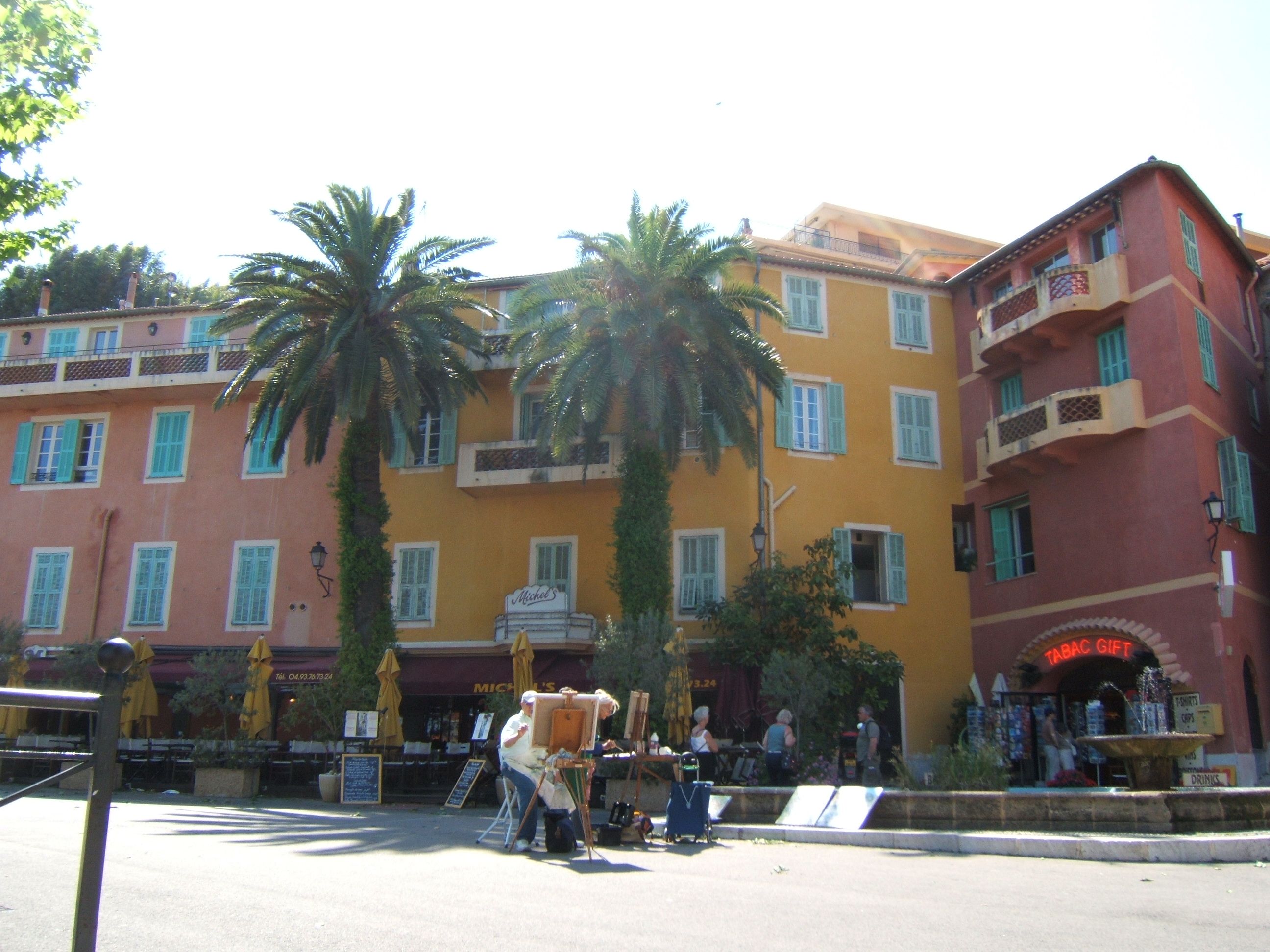
Facciate colorate dei palazzi sulla Piazza Amélie Pollonais.

Villafranca dunque, che fin dal 1388 ha seguito, per quasi cinque secoli, con tutta la contea di Nizza, le vicende storiche prima della Contea di Savoia e del Ducato di Savoia, e poi dopo il Congresso di Vienna, dal 1815 al 1860, le sorti del Regno di Sardegna-Piemonte, è definitivamente annessa nel 1860 alla Francia.
Fino al 1891, Beaulieu, e sino al 1904, Saint-Jean, fanno parte di Villafranca, da cui esse si distaccano per prendere la loro autonomia municipale.
Luogo di villeggiatura apprezzata fin dal 1816 dalle aristocrazie russa ed inglese, la rada di Villafranca ricovera la Sesta Flotta degli Stati Uniti all'esito della Seconda guerra mondiale, nel quadro dell'Organizzazione del Trattato dell'Atlantico del Nord (NATO) tra il 1945 ed il 1966.

### La presenza russa a Villafranca

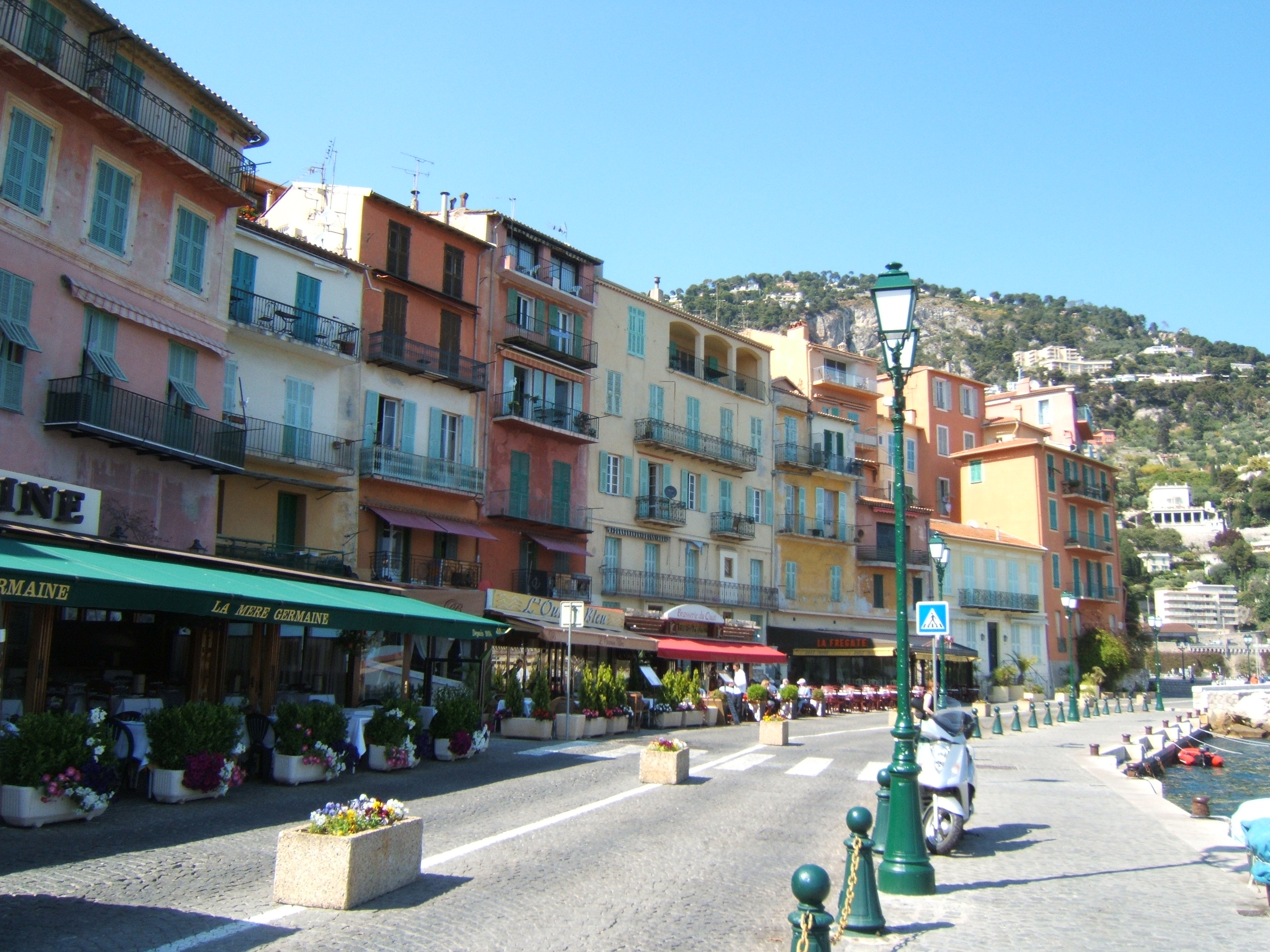
La banchina di Ponchardier (quai Ponchardier), nel “porto della Sanità“ (port de la Santé).

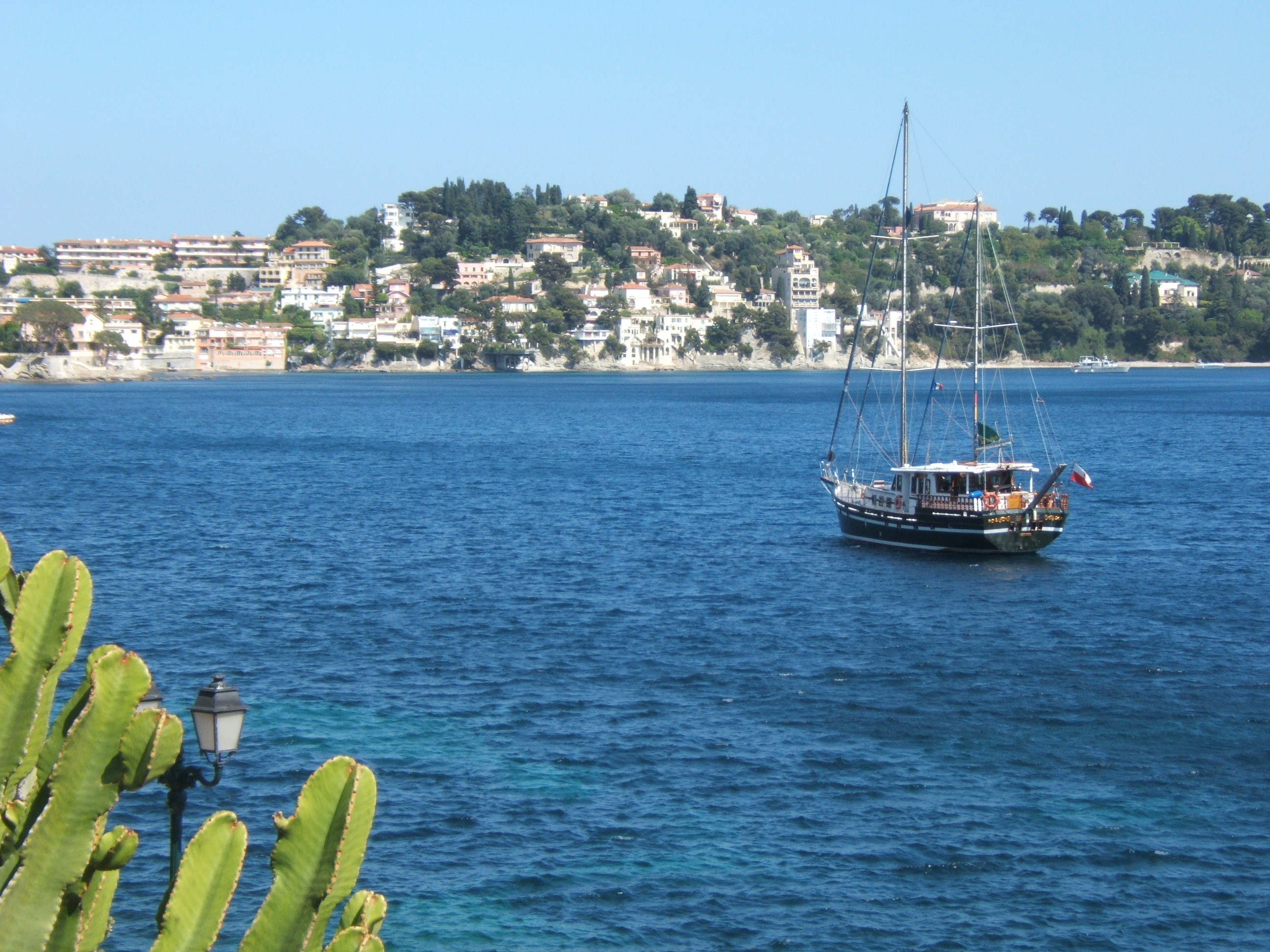
La rada di Villafranca, vista di faccia dal mare.

Essa risale alla fine del XVIII secolo ed ha dato prova fin da allora d'una originale costanza, poiché l'interesse strategico della rada non era sfuggito alle autorità marittime russe dell'epoca che vi ancoravano le loro navi da guerra ad ogni conflitto con la Turchia.
Villafranca diventa loro essenziale quando, all'indomani della guerra di Crimea nel 1856, la Marina imperiale russa è privata d'accesso al mar Mediterraneo attraverso il Bosforo: il Duca di Savoia, re di Cipro, di Gerusalemme, d'Armenia e re di Piemonte e Sardegna, che è anche Vicario Imperiale per tutta l'Europa mediterranea accetta allora di cedere alla Russia il lazzaretto e la Darsena di Villafranca che le serve da deposito dei viveri e dei combustibili.
La rada diviene allora il porto d'attracco della nobiltà imperiale in villeggiatura negli Stati di Savoia, fatto che durerà ancora abbastanza a lungo, anche dopo, e nonostante, l'annessione della Contea di Nizza da parte delle autorità francesi nel 1860.
Nel 1893, una squadra di scienziati russi di Kiev sostituisce i militari per praticare le ricerche oceonografiche, approfittando della presenza d'una corrente marina ascendente dalla rada di Villafranca, e gli studi, nonostante gli imprevisti politici tra le due nazioni, si proseguono fino agli anni 1930.
Villafranca non è più al giorno d'oggi il primo porto di crociera di Francia, sorpassato ormai da Marsiglia dal 2008.

### Simboli
Lo stemma del Comune di Villafranca si blasona:
Lo stemma, in uso dal 1661, si trovava anche nella versione d'azzurro, all'albero terrazzato al naturale; al capo cucito di rosso, alla croce d'argento.

## Monumenti e luoghi d'interesse
Il comune conta sette monumenti storici repertoriati nell'Inventario dei monumenti storici e 160 luoghi e monumenti repertoriati all'inventario generale del patrimonio culturale.
Villafranca conta d'altrone 66 oggetti repertoriati nell'inventario dei monumenti storici e 95 oggetti repertoriati nell'inventario generale del patrimonio culturale.

### Architetture religiose

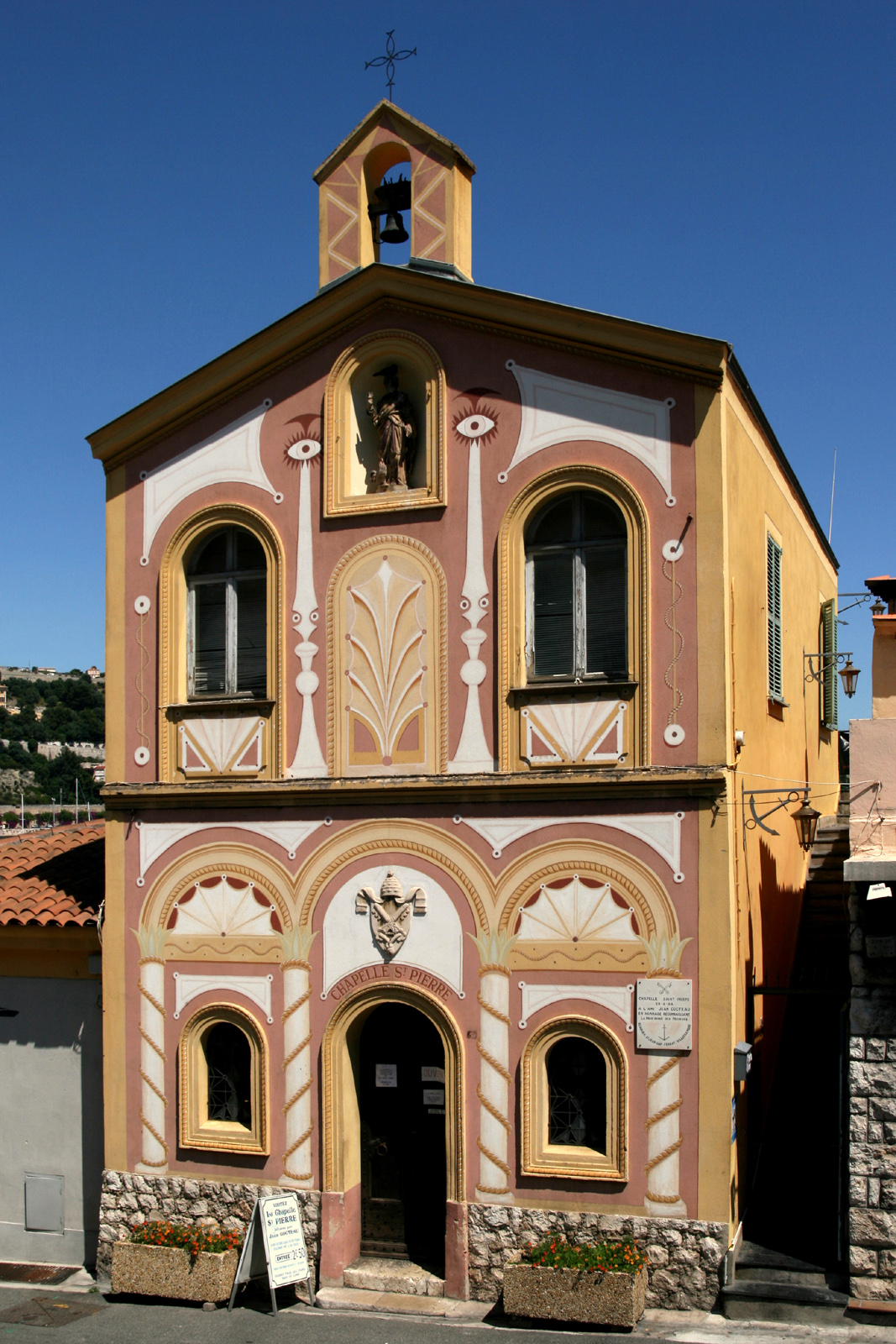
La Cappella di San Pietro (Chapelle Saint Pierre) decorata da Jean Cocteau.

- Chiesa di San Michele (Église Saint-Michel), nel cuore della vecchia città, fu eretta nel primo quarto del XIV secolo, poi fu trasformata alla fine del XVIII secolo.
Tale chiesa ha preso i tratti dello stile barocco savoiardo, ed alberga parecchie pezzi d'arte, di cui una tela rappresentante San Michele, un Cristo scolpito nel XVIII secolo, detto "Cristo del galeotto" (Christ du galérien) ed una statua policroma in legno di San Rocco con il suo cane.
Tale edificio è classificato al titolo dei monumenti storici addì 26 giugno 1990.
- Cappella di San Pietro (Chapelle Saint-Pierre) del XVI secolo è situato sul porto di pesca. Nel 1957, Jean Cocteau, con l'aiuto del pittore Jean Paul Brusset[15], la decora d'affreschi murali evocanti il Mediterraneo e dei periodi della vita di San Pietro.
La cappella appartiene alla consorteria dei probiviri dei pescatori di Villafranca, detta in francese Prud'homie, ed essa è classificata al titolo dei monumenti storici in data 27 dicembre 1996. Presso la Cappella di San Pietro, c'è un busto in bronzo rappresentante Jean Cocteau, opera dello scultore Cyril de La Patellière del 1989, inaugurato in presenza di Jean Marais e d'Edouard Dermit. Lo zoccolo è una pietra monolitica proveniente dalla cittadella.
- Cappella di Sant'Elisabetta (Chapelle Sainte-Élisabeth), del 1595.
- Cappella dell'Angelo custode (Chapelle de L'Ange-Gardien), del 1716.
- Cappella della Madonna Nera (Chapelle de La Madonne-Noire), del XVII secolo.
- Cappella di San Grato (Chapelle Saint-Grat), del 1817.
- Cappella di "Nostra Signora di Francia (Chapelle Notre-Dame-de-France), del XX secolo.
- Cappella di Sant'Elmo (Chapelle Saint-Elme), del XVI secolo.
- Cappella dell'Antico Ospizio (Chapelle de l'ancien hospice), del XVIII secolo.

### Architetture civili e militari

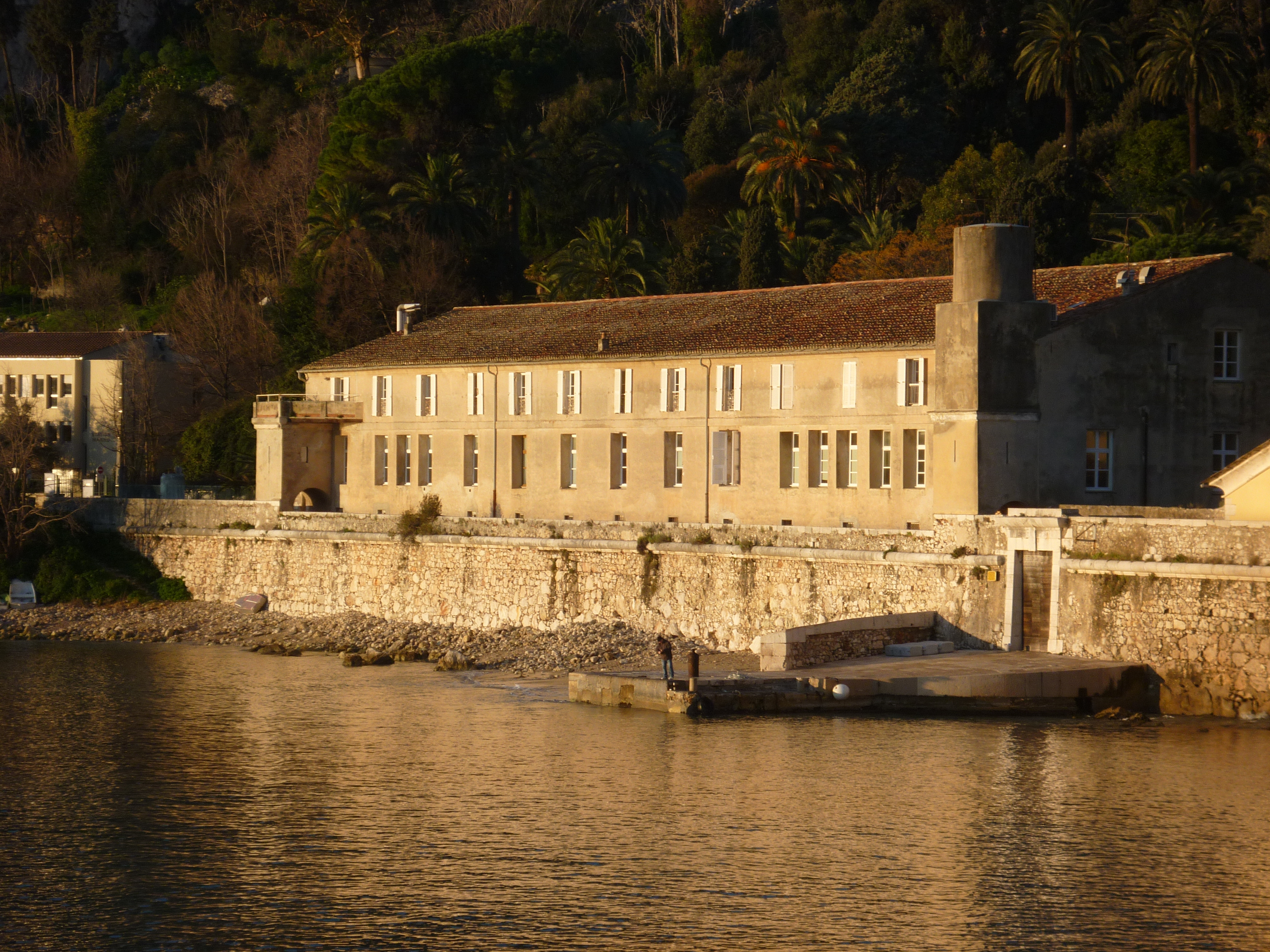
Veduta d'un edificio dell'Osservatorio oceanologico di Villafranca

- Dal 2009, la città di Villafranca organizza con l'associazione "NICEXPO" il salone "Franchement Art" nella Cittadella Sant'Elmo di Villafranca.
- Da alcuni anni, il Trofeo "Pasqui", che riunisce i più begli yacht di tradizione, è organizzato a Villafranca, è una “manifestazione faro“, che mette in risalto i mestieri dell'artigianato marittimo e più in particolare il Cantiere navale "Gilbert Pasqui", che forma grandi carpentieri di marina.
- La Cittadella di Sant'Elmo (Citadelle Saint-Elme) classificata monumento storico, ospita odiernamente il municipio (Hôtel de ville) ed i Musei "Volti", "Henri Goetz" - "Christine Boumeester", la sala ricordi del 24° BCA e la collezione "Roux".
- Il Porto della Darsena è l'antico porto militare, che accoglie numerose attività (nautica da diporto, cantiere navale, ecc.) ed è gestito dalla Camera di commercio e dell'industria di Nizza-Costa Azzurra, e vi è situato anche l'Osservatorio oceanologico di Villafranca[16].
Dipendente dall'Università Pierre e Marie Curie, Parigi VI e posto ugualmente sotto la tutela del "Centro nazionale di ricerca scientifica", esso è sede d'attività di ricerca con tre laboratori di oceanologia, geoscienze marine e biologia cellulare, dove lavorano circa 150 persone. Gli edifici e gli elementi infrastrutturali dell'Osservatorio oceanologico sono iscritti tra i monumenti storici in data 2 novembre 1991.
- Il Port de la Santé (Porto della Sanità), è il porto storico di pesca della cittadina, ai piedi della "Città Vecchia" di Villafranca, ricovera la stazione marittima per i piroscafi ancorati in rada, ed ora il sito della battaglia navale fiorita di Villafranca ogni anno in febbraio.
- La Rue Obscure (Via Oscura) di Villafranca, nel cuore della città vecchia, è una via coperta di 130 metri di lunghezza datante dal 1260, situata lungo il primo bastione. Essa è stata iscritta nei monumenti storici il 4 ottobre 1932.
- Il Museo Goetz-Boumeester, situato nella "Cittadella di Sant'Elmo" (Citadelle de Saint-Elme), che contiene un centinaio di opere del pittore-incisore Henri Goetz (1909-1989) e della sua sposa Christine Boumeester (1904-1971) che donarono la loro collezione alla città.
- La Leopolda o Villa Léopolda, sembra essere la dimora più cara del mondo.

## Società

### Evoluzione demografica
Abitanti censiti

## Cultura

### Musica
Nel 1971 i Rolling Stones risiedettero per alcune settimane nella Villa Nelcote presso cui incisero gran parte dell'album Exile On Main Street.

### Eventi

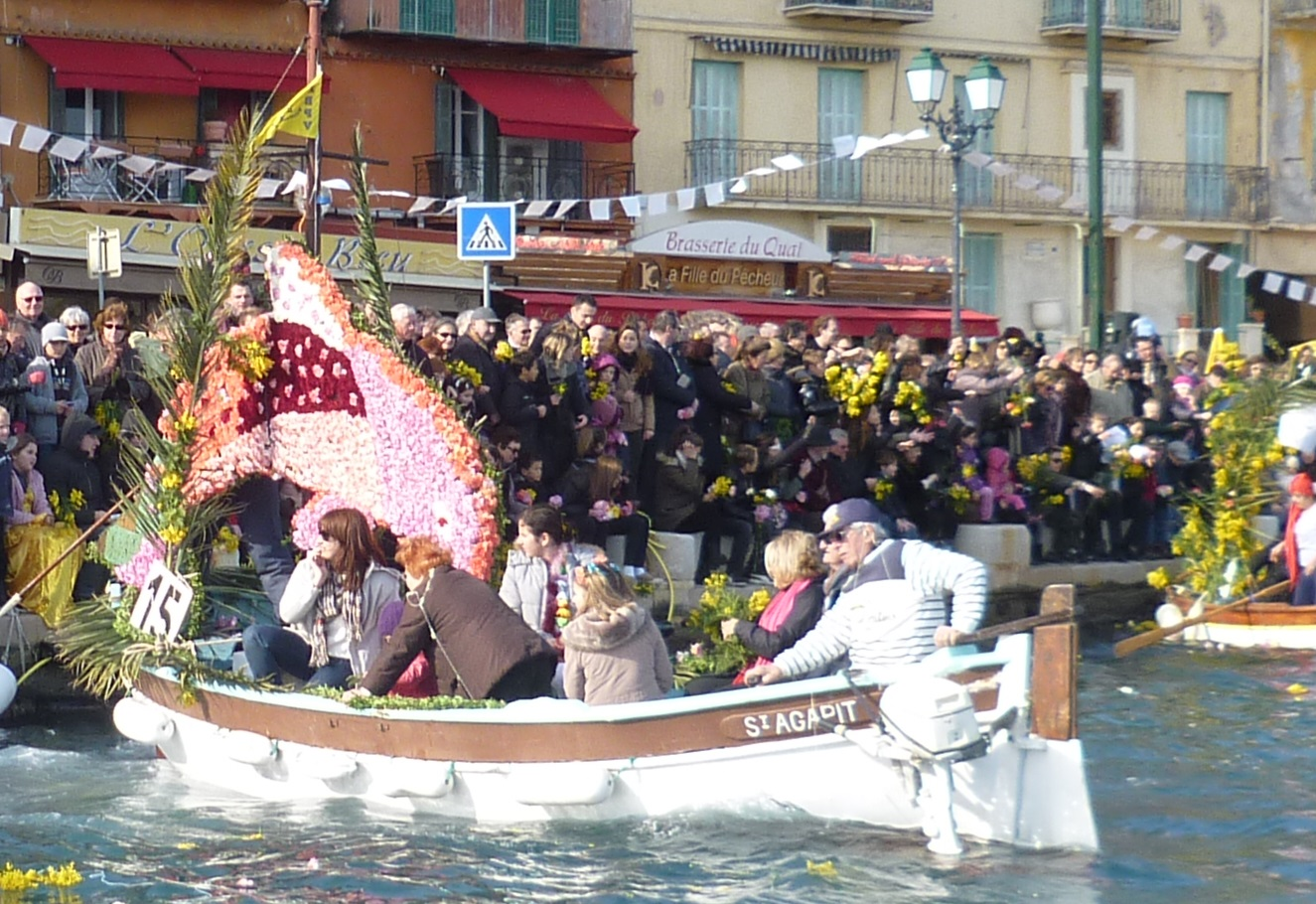
La battaglia navale fiorita di Villafranca

- A fine febbraio, la battaglia navale fiorita di Villafranca raduna al "Porto della Sanità" (Port de la Santé) le "pontute", tipiche barche a punta di Villafranca e la Iole di Bantry o “Laïssa Ana“, conosciuta localmente sotto il nome di «Yole de Villefranche», essendo infatti basata stabilmente nella darsena del porto di Villafranca, decorate di fiori che lanciano "bouquets" alla folla ammassata sulle banchine e sul molo, e la manifestazione si svolge ogni anno dal 1902.
- Dal 2009, la città di Villafranca organizza con l'Associazione "NICEXPO" il salone "Franchement Art" nella Cittadella Sant'Elmo di Villafranca.
- Da alcuni anni, il Trofeo "Pasqui", che riunisce i più bei panfili di tradizione storica, è organizzato a Villafranca, è una “manifestazione faro“, che mette in risalto i mestieri dell'artigianato marittimo e più in particolare il Cantiere navale "Gilbert Pasqui", che forma grandi carpentieri di marina.
- La rada di Villafranca è il sito di competizione d'apnea. Il primo "campionato del mondo d'apnea per squadra" vi si è svolto nel 1996, ed è stata il luogo d'evoluzione preferito di Loic Leferme, che ha battuto in parecchie riprese il record del mondo d'apnea no limit.
Nel 2010, Aurore Asso vi ha battuto il record di Francia femminile d'apnea a peso costante a 70 metri di profondità. L'ottavo campionato del mondo d'apnea ha avuto luogo a Villafranca nel settembre 2012.

## Economia

### Redditi dei cittadini e fiscalità
Nel 2010, il Reddito fiscale medio per famiglia in Francia era di euro 30.908, e piazzava Villafranca al 12.464º posto tra i 31.525 comuni francesi con più di 39 famiglie nel capoluogo municipale.

### Impiego
Nel 2009, la popolazione d'età compresa fra 15 e 64 anni, s'elevava a 3.374 persone, tra le quali si contava il 68,9% d'individui attivi, di cui il 62,0% aveva un rapporto di lavoro ed il 6,8% era costituito da disoccupati.
Si contavano 1.878 rapporti di lavoro nella zona d'impiego, contro 1.711 nel 1999.
Il numero di soggetti attivi aventi un rapporto di lavoro e residenti nella zona d'impiego, essendo 2.161, l'indicatore di concentrazione d'impiego è di 86,9%, e ciò significa che la zona d'impiego offre meno d'un lavoro per abitante attivo.

### Imprese e commercio
Al 31 dicembre 2010, Villafranca contava 847 aziende: 10 nell'agricoltura-silvicoltura-pesca, 28 nell'industria, 76 nella costruzione, 634 nel commercio-trasporti-servizi diversi e 99 erano relative al settore amministrativo.
Nel 2011, 69 imprese sono state create a Villafranca, di cui 43 da autoimprenditori.

## Infrastrutture e trasporti

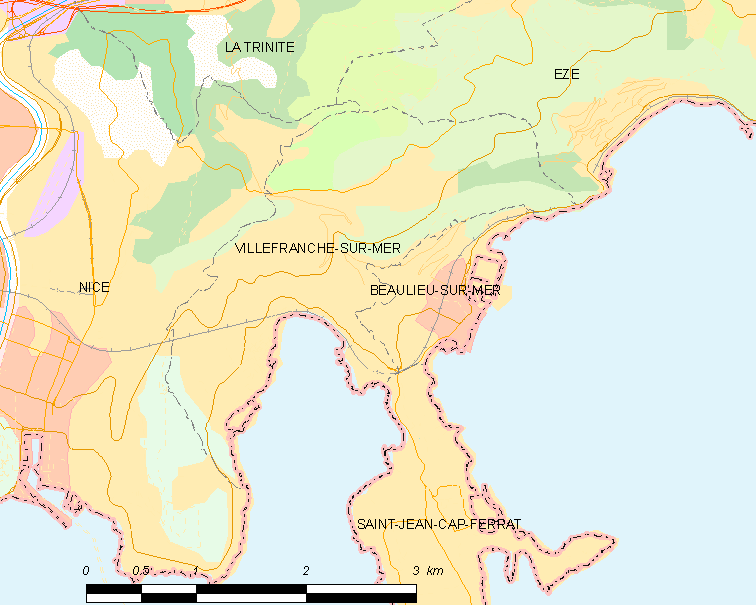
Carta di Villafranca.

### Strade
Villafranca è attraversata dalle tre "Cornici" (Corniches), tre strade principali che menano da Nizza a Monaco e Mentone verso la frontiera italiana, offrendo dei panorami sul litorale.

### Ferrovie
Il comune è attraversato dalla linea ferroviaria Marsiglia - Ventimiglia alla frontiera italiana di Ventimiglia, ed è servita dalla stazione di Villafranca (gare de Villefranche-sur-Mer).

### Mobilità urbana
Dei collegamenti automobilistici con le principali città della strada litoranea delle Alpi Marittime (Route du bord de mer des Alpes Maritimes della Costa Azzurra, da Nizza in particolare, sono effettuati regolarmente nel quadro dei trasporti pubblici del Dipartimento.

## Amministrazione

### Gemellaggi
- Bordighera, dal 1956[25]
- Villafranca d'Asti

## Sport

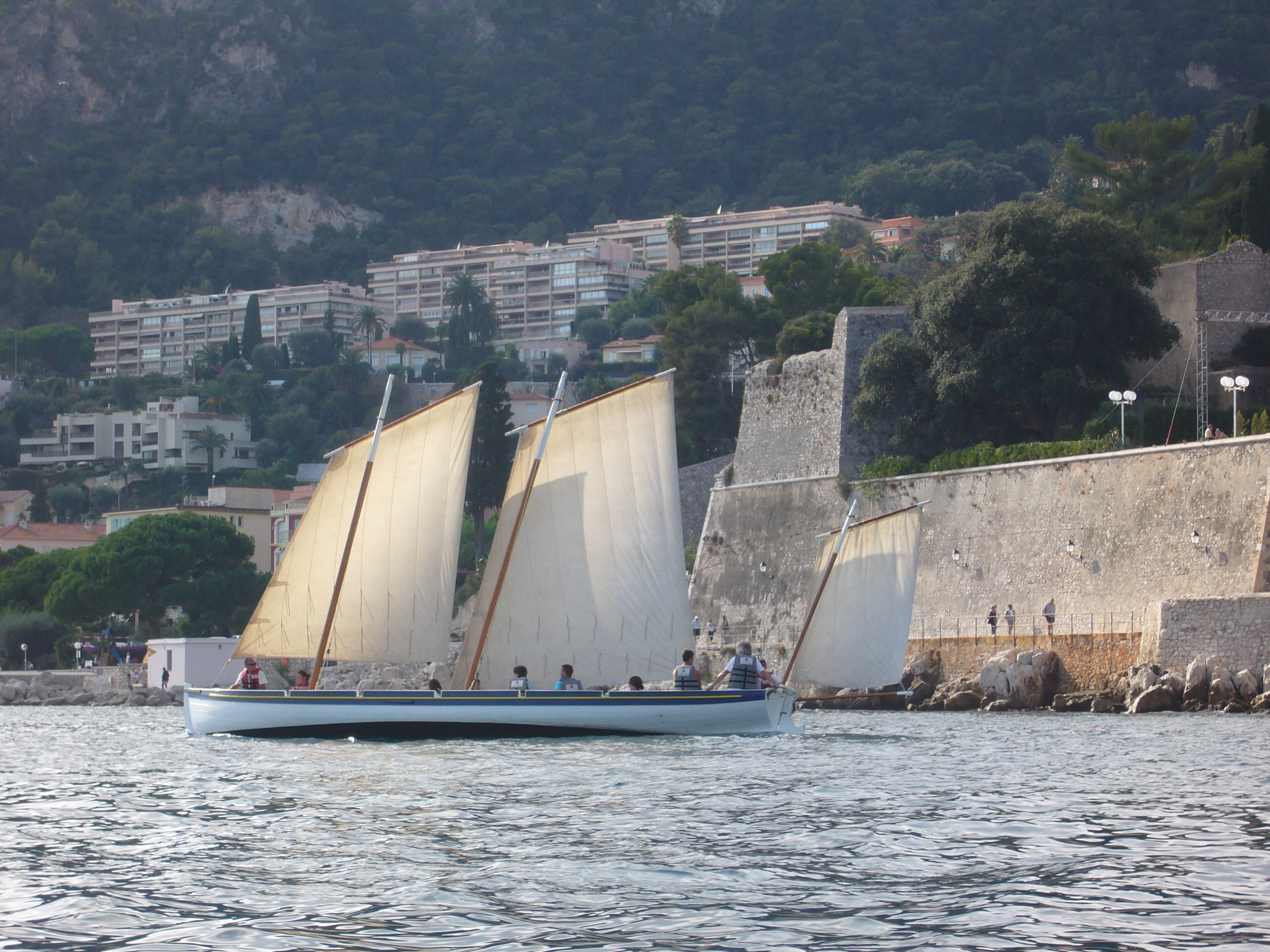
Laïssa Ana, la Iole di Villafranca (Yole de Villefranche), davanti alla cittadella di Villafranca

Numerose attività sportive sono praticate a Villafranca sotto l'egida dell'Unione Sportiva di Villafranca (U.S.V.), associazione sportiva multisettoriale.
La pratica della vela o del canottaggio s'effettuano all'interno del Club della Vela o del Club del Canottaggio, tutt'e due impiantati nel porto della darsena di Villafranca.
Dal luglio 2000, la Darsena di Villafranca è il porto d'attracco della replica storica d'una imbarcazione del 1796: la Iole di Bantry Laïssa Ana, gestita da un'associazione locale e navigante tutto l'anno, la iole accoglie volentieri nuovi equipaggi per le iniziazioni.
Numerose “Pontute“, barche tradizionali, sono raggruppate nella darsena del porto di Villafranca dall'Associazione dei battellieri e diportisti (Association des Batteliers – Plaisanciers de Villefranche (ABPV), che organizza ogni autunno una serie di regate, come la «Resquilhada».
La lista dettagliata delle associazioni sportive locali si trova sul sito web della città.

## Galleria d'immagini

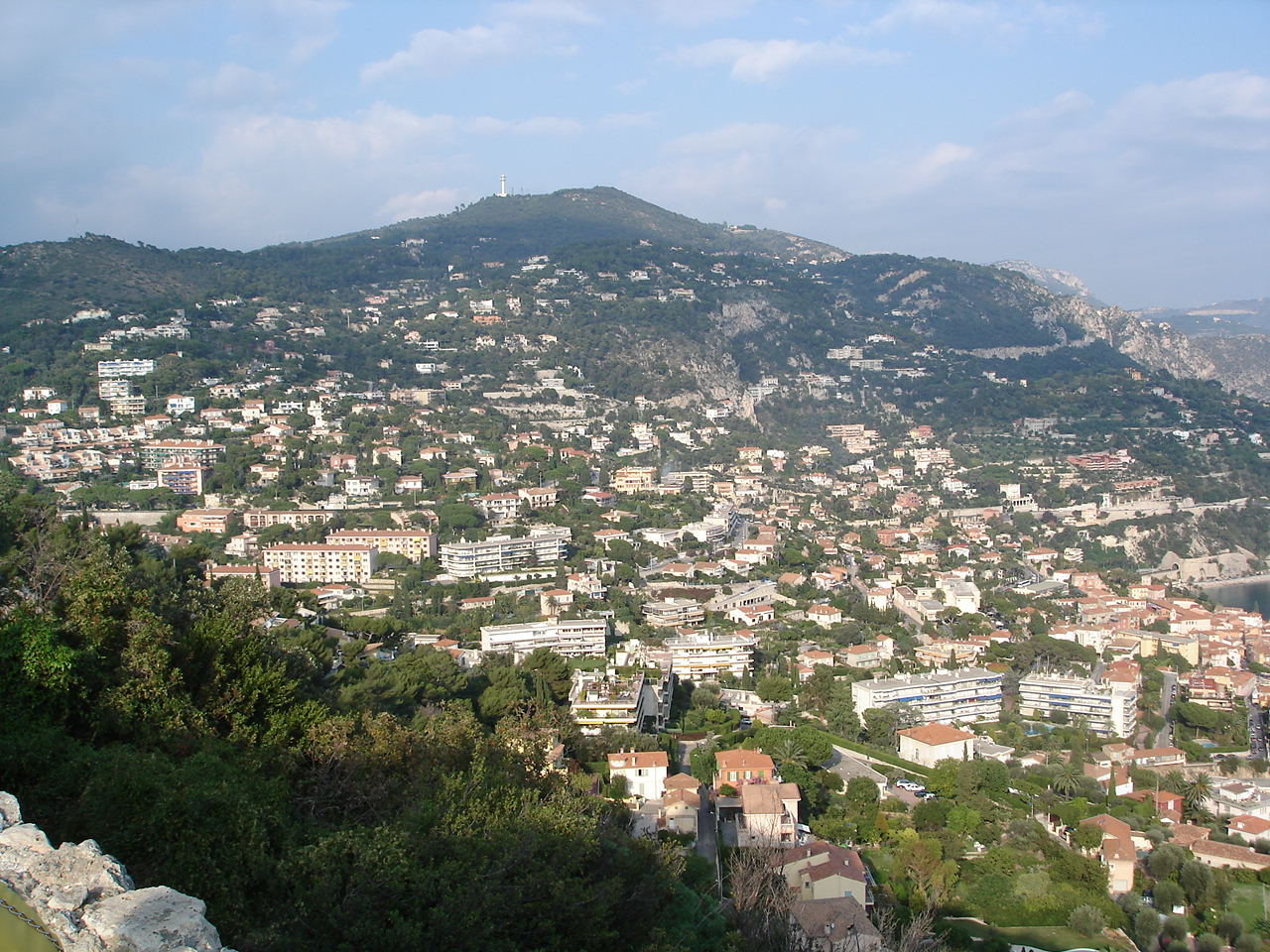
Veduta di Villafranca e del monte Leuze
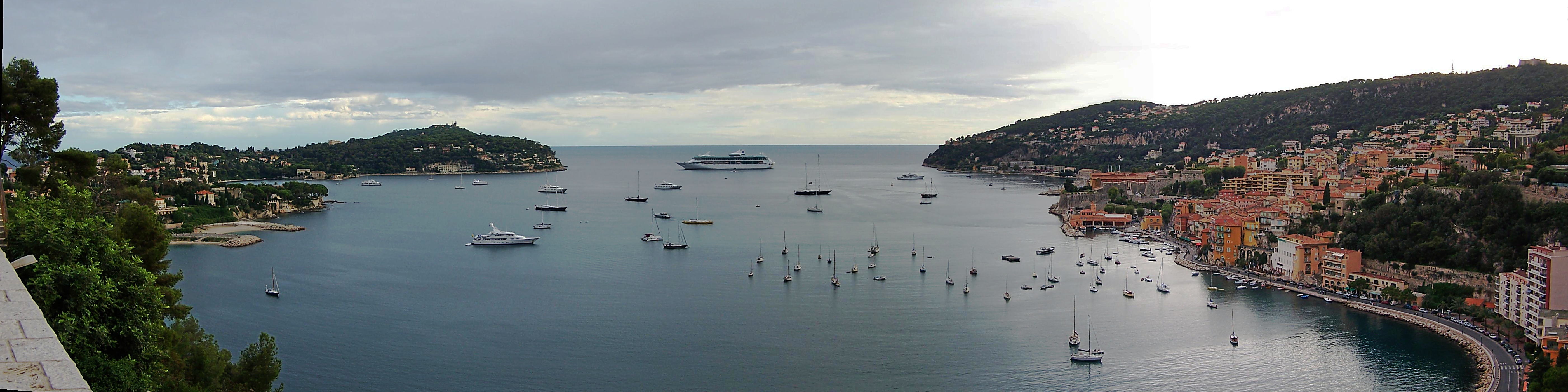
Panorama della rada di Villafranca (1)
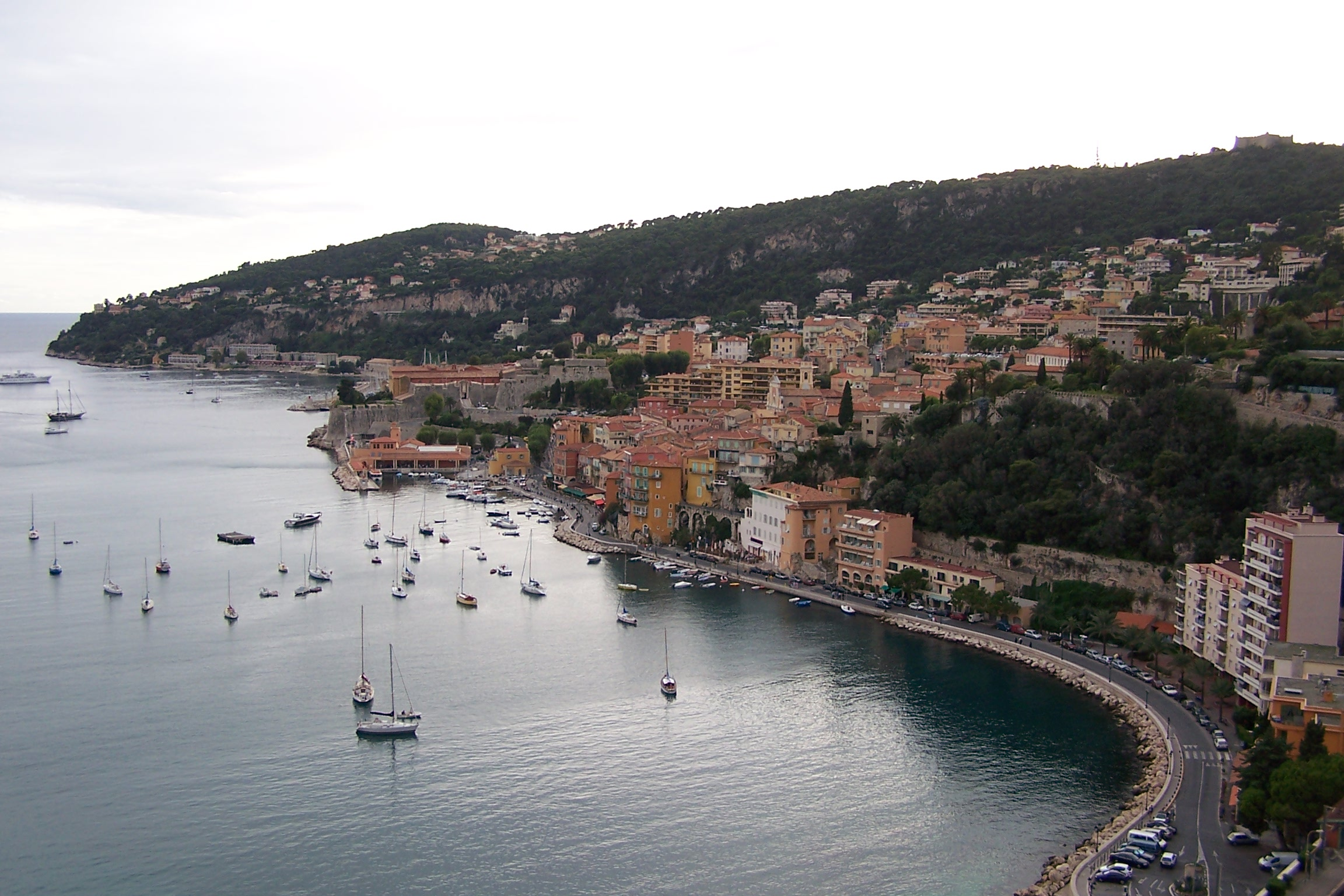
Panorama della rada di Villafranca (2)
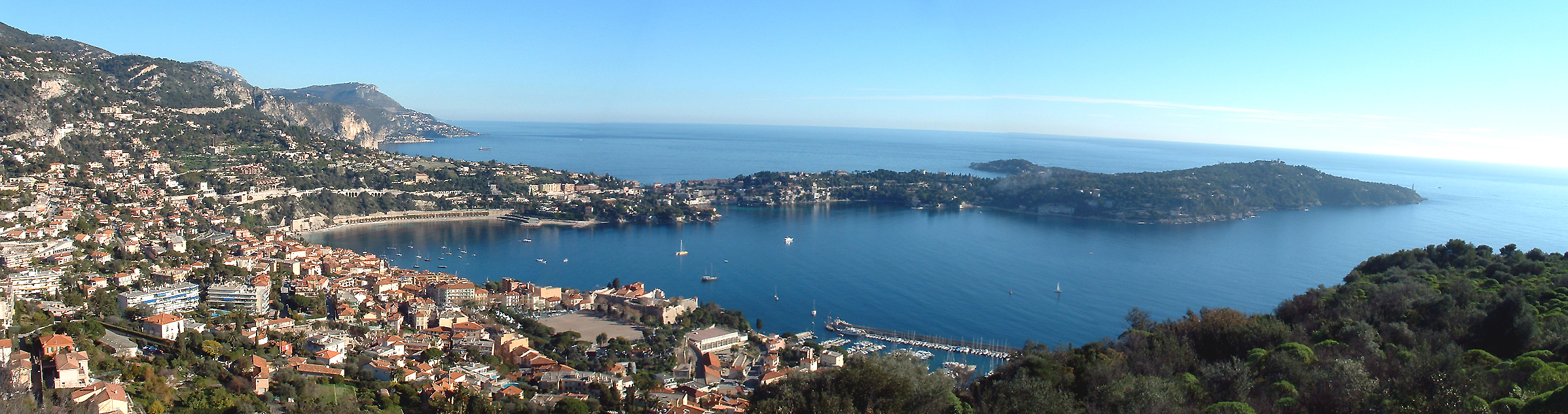
Villafranca e la sua rada visti dal Monte Borone (Mont Boron)
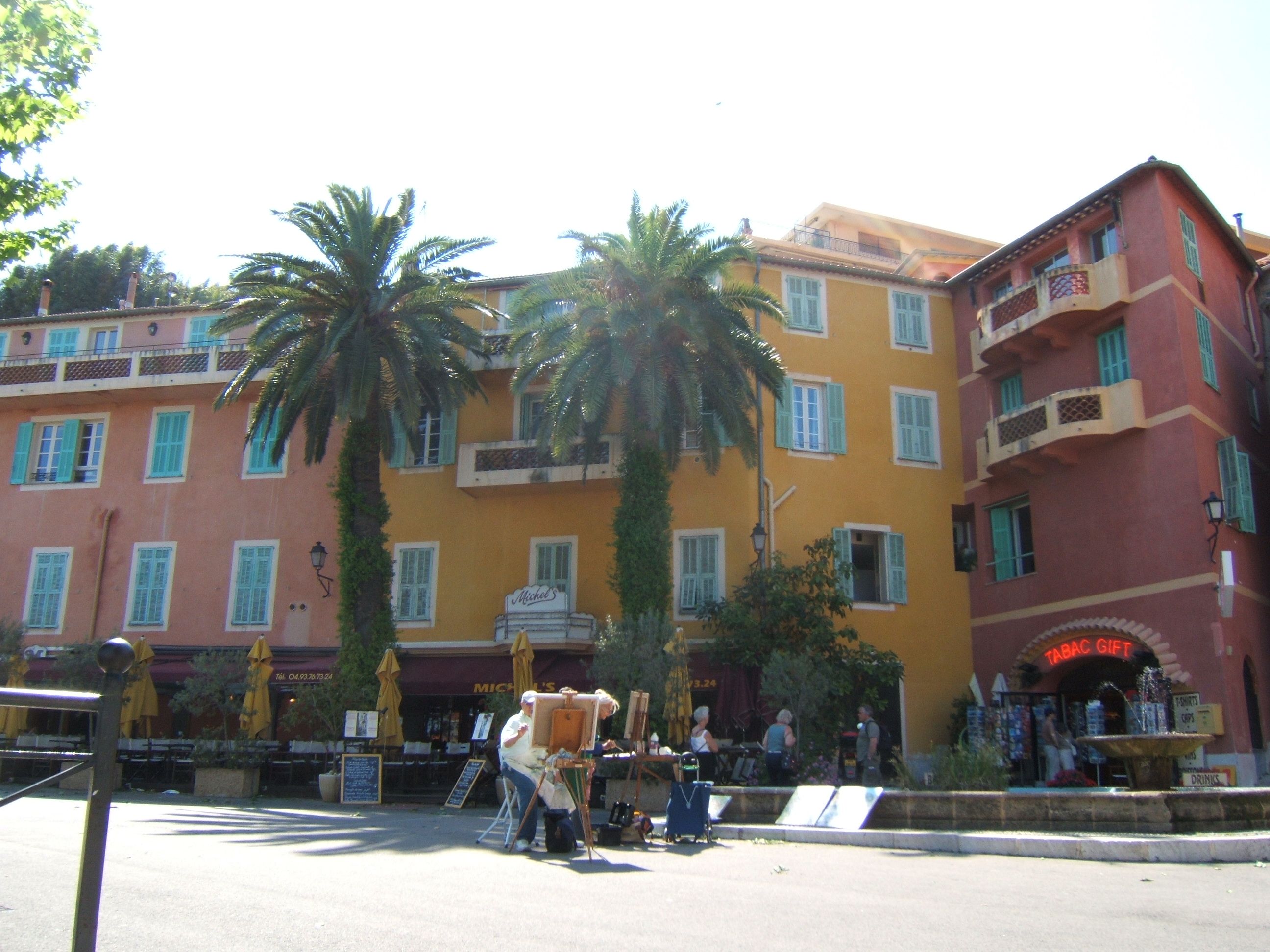
Facciate policrome sulla Piazza Amélie Polonnais
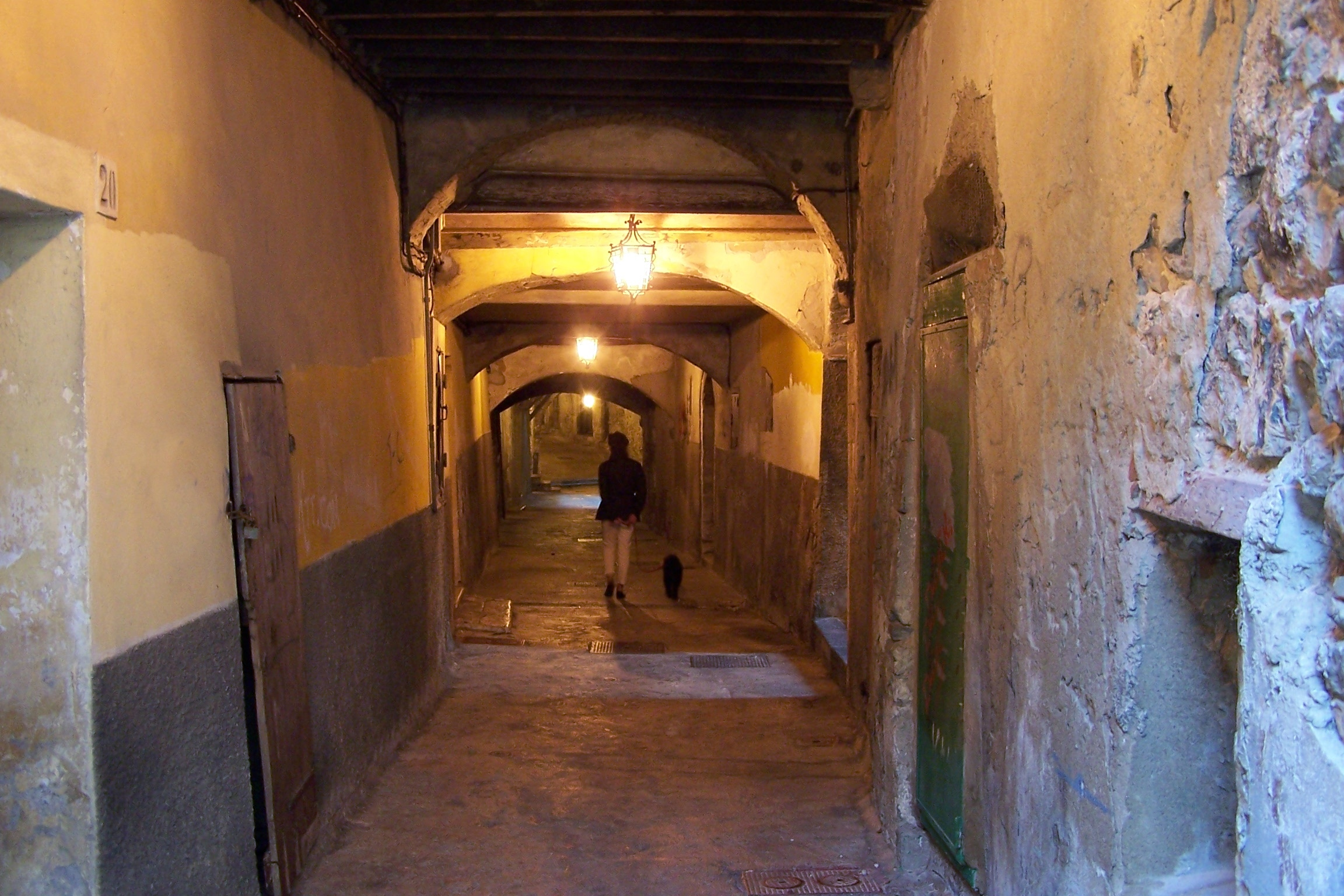
Rue Obscure (Via Oscura)
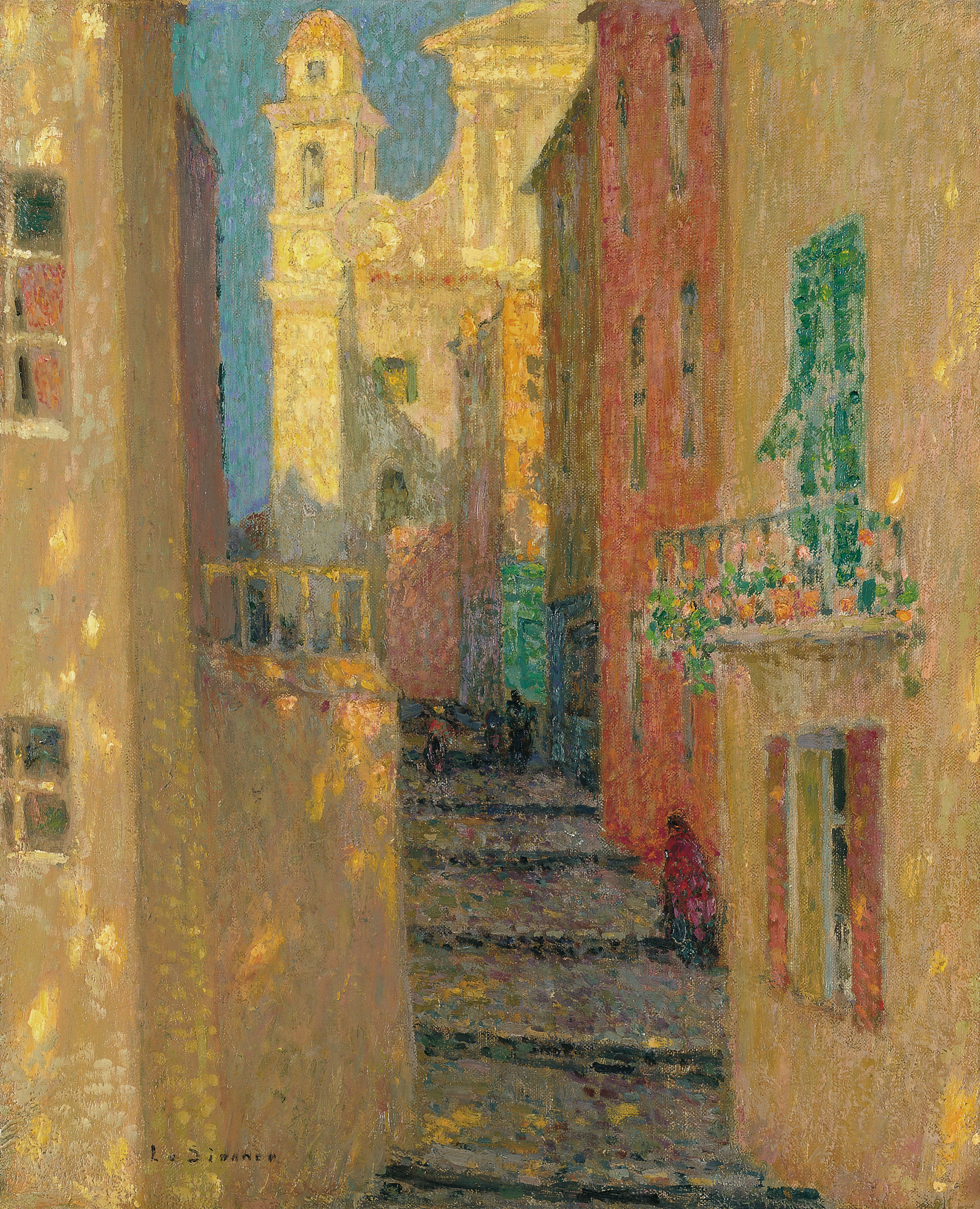
La rue de l'Eglise (Via della Chiesa) vista da Henri-Eugène Le Sidaner (1928)

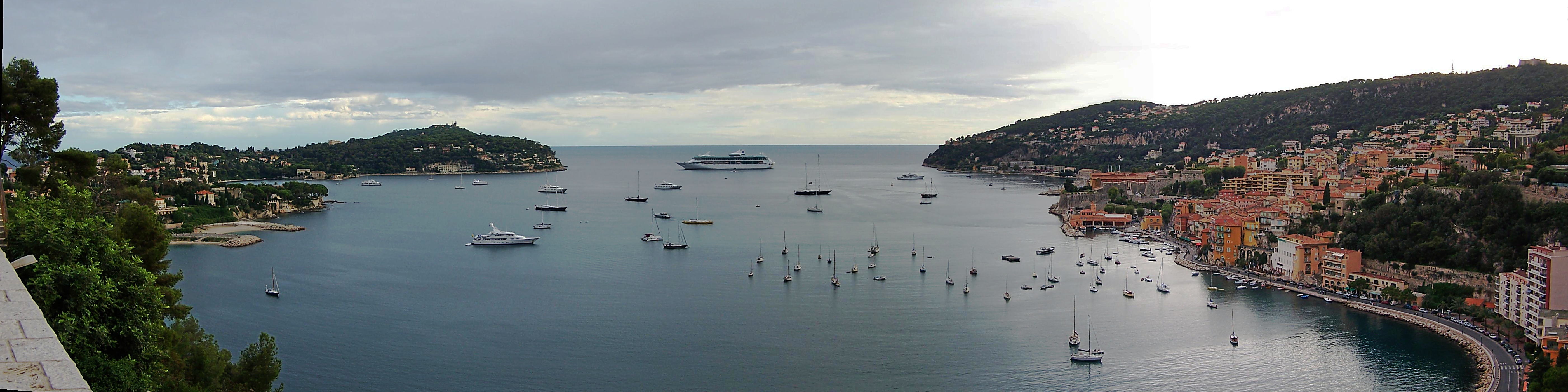
Una bella veduta panoramica dall'interno della rada di Villafranca

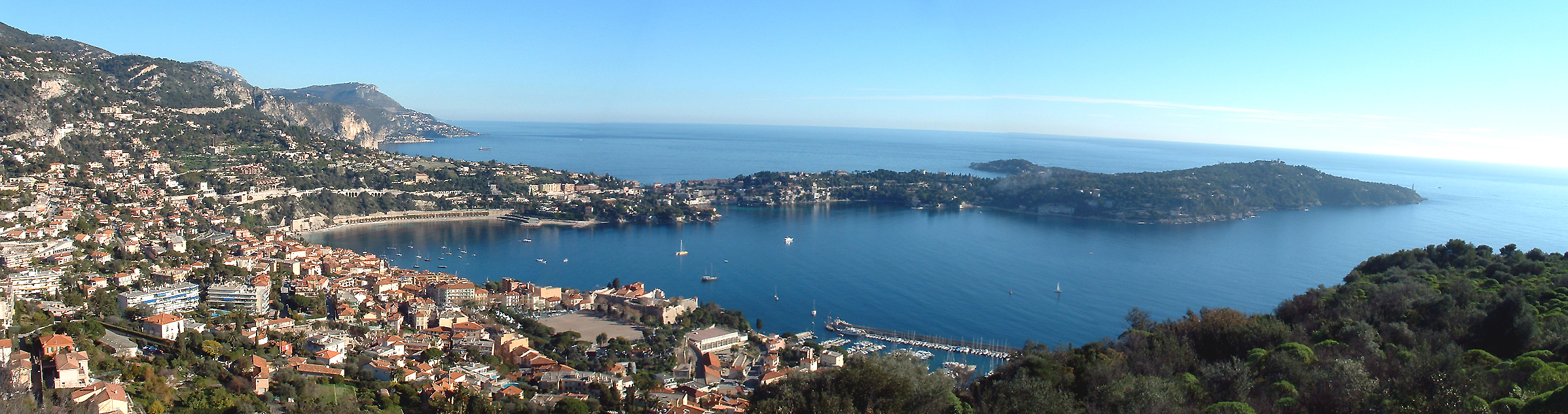
Villafranca e la sua rada viste dal Mont Boron (Monte Borone)